# Denis Paul
Denis Paul (né le 30 mai 1966 à Louiseville, dans la province de Québec au Canada) est un joueur professionnel de hockey sur glace. Il évolue dans la Ligue de hockey junior majeur du Québec puis dans la British Hockey League, dans l'ECHL et enfin Ligue de hockey semi-professionnelle du Québec entre 1983 et 2003.

## Biographie

### Début de carrière
Denis Paul fait ses débuts dans la Ligue de hockey junior majeur du Québec en 1983-1984 avec les Cataractes de Shawinigan. Après quatre saisons dans la LHJMQ, il rejoint pour une saison les Murrayfield Racers de la British Hockey League puis passe l'exercice 1989-1990 dans l'ECHL avec les Lancers de la Virginie.

### Ligue de hockey semi-professionnelle du Québec
En 1996-1997, il joue avec le Blizzard de Saint-Gabriel dans la Ligue de hockey semi-professionnelle du Québec dont c'est la saison inaugurale. À l'issue de cette première saison dans la ligue, il en finit meilleur pointeur avec 92 points, ainsi que meilleur buteur avec 42 filets. L'équipe se classe première de la section Ouest puis parvient à passer toutes les rondes des séries en éliminant tour à tour les Rapides de Lachute, les Dragons du Haut-Richelieu puis les Coyotes de Thetford Mines. Saint-Gabriel joue la finale des séries contre le Nova d'Acton Vale, meilleure équipe de la saison régulière. Finalement le Blizzard remporte la première Coupe Futura en s'imposant quatre matchs à deux, dont la dernière rencontre sur le score de 11 à 5. Paul est mis en avant par des trophées de la LHSPQ : il gagne le trophée Claude Larose du meilleur joueur de la saison, le trophée Guy Lafleur du meilleur pointeur, le trophée Maurice Richard du meilleur buteur et enfin le trophée des médias du meilleur joueur des séries. Il est également élu dans la première équipe d'étoiles de la ligue.
Lors de sa seconde saison avec Saint-Gabriel, Paul est une nouvelle fois le meilleur pointeur de la ligue même si cette année, Mario Bélanger est le meilleur buteur de la LHSPQ. L'équipe termine une nouvelle fois en tête de sa division puis élimine les Dinosaures de Sorel en première ronde et est directement qualifiée pour les demi-finales de la Coupe Futura. Les joueurs de Saint-Gabriel y affrontent le Nova d'Acton Vale qui prend sa revanche sur la saison passée en six matchs. Paul reçoit une nouvelle fois le trophée Lafleur avec 88 points et une place dans la seconde équipe d'étoiles.
Pour la saison 1998-1999, la franchise du Blizzard quitte Saint-Gabriel pour rejoindre la ville de Joliette ; Denis Paul joue alors sous les couleurs du Blizzard de Joliette. Le changement de franchise ne perturbe pas Paul qui termine une nouvelle fois meilleur pointeur de la saison. Il aide son équipe à remporter la Coupe du Commissaire à la fin de la saison régulière en tant que meilleure équipe de la saison régulière. Le Blizzard élimine lors des différents tours des séries les Royaux de Sorel, puis les Chiefs de Laval et est qualifié directement pour la finale des séries. Paul et ses coéquipiers y retrouvent le Garga de Saint-Georges qu'ils battent en six matchs. Avec trente points lors des séries, Denis Paul est le troisième pointeur de la phase finale, Hugues Laliberté et Martin Duval terminant deux points devant lui. Sélectionné une nouvelle fois dans la première équipe d'Étoiles de la ligue, il reçoit les honneurs en remportant les trophées Claude Larose et Guy Lafleur.
Lors de la saison suivante, la LHSPQ passe à deux divisions de sept équipes alors que le Blizzard s'effondre : ils finissent derniers de la section Nike avec seulement trente-et-un points. Paul, auteur de 66 points, est le sixième pointeur de la ligue. Au début de la saison 2000-2001, la franchise abandonne le nom de Blizzard pour prendre celui de Mission. Le changement de nom relance l'équipe qui termine en tête de la section Ouest avec soixante-deux points, le double de la saison précédente. Paul est le onzième pointeur de la saison avec 70 points. La LHSPQ change son format de séries en mettant en place un premier tour de quart-de-finale à la ronde, tour que l'équipe de Joliette passe. Ils éliminent par la suite les équipes d'Acton Vale puis des Dragons de Saint-Laurent pour jouer en finale une nouvelle fois contre le Garga de Saint-Georges, meilleure équipe de la saison. Joliette s'impose en sept matchs avec une victoire lors de la dernière rencontre 5-3 sur la glace de Saint-Georges. Avec 36 points, Paul est le deuxième pointeur des séries derrière Carl Fleury de Saint-Georges qui compte deux points de plus.
À la suite de cette nouvelle Coupe Futura, Paul change de club et rejoint les Chiefs de Laval pour la saison 2001-2002. Il ne joue que 28 matchs de son équipe lors de la saison régulière et son total de points à la fin du calendrier est de 51 points, le cinquième total de son équipe. Les Chiefs terminent à la deuxième position de la section Ouest derrière les Dragons de Verdun ; ils éliminent tour à tour les Rapides de LaSalle 4-1 puis les Royaux de Sorel 4-0 pour jouer la finale de la division contre le Cousin de Saint-Hyacinthe qui a éliminé Verdun au tour d'avant en sept rencontres. Laval remporte la finale 4 matchs à 2 et joue en finale des séries contre le Prolab de Thetford Mines. Paul remporte sa quatrième Coupe Futura grâce à une victoire en cinq matchs contre Thetford Mines.
Paul joue sa dernière saison de sa carrière en 2002-2003 et le 16 février 2003, il devient le premier joueur de l'histoire de la ligue à dépasser la barre des 500 points en carrière. Les Chiefs terminent une nouvelle fois à la deuxième place de la section, cette année derrière le Cousin. Avec 64 points, Denis Paul est le cinquième pointeur de l'équipe, treize points derrière Bobby Cunningham. Grâce à sa deuxième place, Laval est directement qualifié pour les demi-finales de division et ils y éliminent Verdun en six rencontres. Les Chiefs battent en cinq rencontres le Mission de Saint-Jean puis une deuxième année consécutive le Prolab pour remporter une nouvelle Coupe Futura.
Paul met fin à sa carrière à la suite de cette cinquième Coupe Futura et il totalise alors 518 points en sept saisons et il est mis en avant par une mention spéciale de la ligue pour avoir dépassé les 500 points en carrière,.

## Statistiques
| Saison       | Équipe                    | Ligue        |     | Saison régulière | Saison régulière | Saison régulière | Saison régulière | Saison régulière |    | Séries éliminatoires | Séries éliminatoires | Séries éliminatoires | Séries éliminatoires | Séries éliminatoires |
| Saison       | Équipe                    | Ligue        | PJ  | B                | A                | Pts              | Pun              | PJ               | B  | A                    | Pts                  | Pun                  |                      |                      |
| 1983-1984    | Cataractes de Shawinigan  | LHJMQ        | 60  | 13               | 20               | 33               | 40               | 6                | 1  | 1                    | 2                    | 4                    |                      |                      |
| 1984-1985    | Cataractes de Shawinigan  | LHJMQ        | 68  | 21               | 22               | 43               | 79               | 9                | 2  | 3                    | 5                    | 4                    |                      |                      |
| 1985-1986    | Cataractes de Shawinigan  | LHJMQ        | 69  | 60               | 63               | 123              | 100              | 5                | 0  | 5                    | 5                    | 12                   |                      |                      |
| 1986-1987    | Cataractes de Shawinigan  | LHJMQ        | 53  | 53               | 63               | 116              | 56               | 14               | 17 | 15                   | 32                   | 30                   |                      |                      |
| 1987-1988    | Anglet Hormadi Élite      | Nationale 1B | 2   | 6                | 1                | 7                | 0                |                  |    |                      |                      |                      |                      |                      |
| 1988-1989    | Murrayfield Racers        | BHL          | 3   | 5                | 5                | 10               | 0                |                  |    |                      |                      |                      |                      |                      |
| 1989-1990    | Lancers de la Virginie    | ECHL         | 11  | 3                | 7                | 10               | 4                |                  |    |                      |                      |                      |                      |                      |
| 1989-1990    | Red Eagle de Bois-le-Duc  | Eredivisie   | 20  | 41               | 38               | 79               | 18               |                  |    |                      |                      |                      |                      |                      |
| 1996-1997    | Blizzard de Saint-Gabriel | LHSPQ        | 36  | 42               | 50               | 92               | 23               | 18               | 18 | 26                   | 44                   | 18                   |                      |                      |
| 1997-1998    | Blizzard de Saint-Gabriel | LHSPQ        | 36  | 33               | 55               | 88               | 26               | 9                | 8  | 8                    | 16                   | 18                   |                      |                      |
| 1998-1999    | Blizzard de Joliette      | LHSPQ        | 34  | 28               | 59               | 87               | 29               | 14               | 11 | 19                   | 30                   | 22                   |                      |                      |
| 1999-2000    | Blizzard de Joliette      | LHSPQ        | 36  | 29               | 37               | 66               | 39               | -                | -  | -                    | -                    | -                    |                      |                      |
| 2000-2001    | Mission de Joliette       | LHSPQ        | 43  | 28               | 42               | 70               | 71               | 23               | 14 | 22                   | 36                   | 51                   |                      |                      |
| 2001-2002    | Chiefs de Laval           | LHSPQ        | 28  | 20               | 31               | 51               | 30               | 19               | 11 | 11                   | 22                   | 16                   |                      |                      |
| 2002-2003    | Chiefs de Laval           | LHSPQ        | 47  | 24               | 40               | 64               | 24               | 18               | 11 | 25                   | 36                   | 16                   |                      |                      |
| Totaux LHSPQ | Totaux LHSPQ              | Totaux LHSPQ | 260 | 204              | 314              | 518              | 242              | 101              | 73 | 111                  | 184                  | 141                  |                      |                      |

## Trophées et honneurs

### Trophées individuels de la LNAH
- 1996-1997 :
  - Trophée Maurice Richard du meilleur buteur (42 buts) ;
  - Trophée Guy Lafleur (LNAH) du meilleur pointeur (92 points, 42 buts et 50 aides) ;
  - Trophée Claude Larose du meilleur joueur de la saison régulière ;
  - Trophée des médias du meilleur joueur des séries ;
  - Sélectionné dans la première équipe d'Étoiles.
- 1997-1998 :
  - Trophée Guy Lafleur (88 points, 33 buts et 55 aides) ;
  - Sélectionné dans la seconde équipe d'Étoiles
- 1998-1999 :
  - Trophée Guy Lafleur (87 points, 28 buts et 59 aides) ;
  - Trophée Claude Larose ;
  - Sélectionné dans la première équipe d'Étoiles.
- 2002-2003 : mention spéciale de la LNAH pour son 500e point en carrière.

### Trophées collectifs de la LNAH
- 1996-1997 :
  - Trophée Mario Deguise en tant que membre du Blizzard de Saint-Gabriel, champion de la conférence de l'Ouest ;
  - Coupe Futura en tant que champion des séries avec Saint-Gabriel.
- 1997-1998 : trophée Mario Deguise avec Saint-Gabriel.
- 1998-1999 :
  - Trophée Mario Deguise en tant que membre du Blizzard de Joliette, champion de la conférence de l'Ouest ;
  - Coupe du Commissaire en tant que champion de la saison régulière avec Joliette ;
  - Coupe Futura en tant que champion des séries avec Joliette.
- 2000-2001 :
  - trophée Mario Deguise avec Joliette ;
  - Coupe Futura en tant que champion des séries avec Joliette.
- 2001-2002 : Coupe Futura en tant que champion des séries avec Laval.
- 2002-2003 : Coupe Futura en tant que champion des séries avec Laval.